# Malón (banda)
Malón es una banda argentina de heavy metal fundada en 1995 por Claudio O'Connor, Claudio Strunz y Antonio Romano junto con el bajista Karlos Cuadrado luego de la separación de Hermética.
Luego de publicar sus dos únicos álbumes de estudio, Espíritu combativo y Justicia o resistencia, en 1995 y 1996 respectivamente, alcanzan el éxito, pero en 1998 la banda se separa. En 2001 se produce una reunión temporal, pero O'Connor, el vocalista original, se negó a participar, por lo cual ingresa a la banda el vocalista Eduardo Ezcurra. Ésta formación publica un EP titulado El EP, pero ni el álbum ni la reunión tienen éxito, por lo cual la banda se separa nuevamente.
En 2011 Malón se reúne con su formación original, realizando conciertos nuevamente en Argentina y Latinoamérica. Entre estos conciertos se destacan los realizados en el Estadio Malvinas Argentinas, en el cual la banda grabó los CD+DVD El regreso más esperado y 360°, en 2011 y 2012 respectivamente. En octubre de 2015 presentaron en el Estadio Luna Park su nuevo álbum de estudio llamado "Nuevo orden mundial".

## Historia

### Inicios
Malón se formó en 1995, luego de la separación de Hermética. Se sostiene que Ricardo Iorio por conflictos con sus compañeros de banda fue el causante de la separación, acusándolos de obligarlo a tomar esa medida; Claudio O'Connor, Antonio Romano y Claudio Strunz explicaron sus puntos de vista por primera vez en la revista Madhouse #49. En realidad se desconocen los verdaderos motivos de la separación, ya que existen diferentes versiones de lo acontecido.
Claudio O'Connor, Antonio Romano y el baterista Claudio Strunz continuaron como grupo bajo el nombre Malón, y como bajista lo tomaron a Karlos Cuadrado, quien ya había acompañado a Antonio Romano en el grupo Cerbero. La entonces nueva banda mantuvo una marcada rivalidad con Almafuerte, el grupo de Ricardo Iorio, desde su mismo origen. Un par de meses después consiguen tocar en el Estadio Obras Sanitarias, como soportes de Machine Head.
El primer álbum, Espíritu combativo, incluyó un videoclip del tema «Síntoma de la infección», y otro de «Castigador por herencia», algo que nunca habían hecho en Hermética. Esto le permitió alcanzar proyección internacional al ser difundido en canales como MTV, que también los incluyó en un compilado. Participaron en la segunda fecha del festival Monsters of Rock de 1995 en Argentina, en el estadio de Ferro junto a Ozzy Osbourne, Faith No More, Paradise Lost y Rata Blanca. El segundo álbum, Justicia o resistencia, señaló un cambio de estilo. Si bien se mantenía en líneas generales, así como las letras, ahora era mucho más cercano al groove metal de Pantera y Fear Factory. Ese mismo año, telonean a los brasileños Angra, viajan a Chile para ser teloneros de AC/DC y tocan en el estadio obras teloneando a Helloween y Iron Maiden, y posteriormente a Manowar. Le siguió el álbum en directo, Resistencia viva. El mismo fue grabado en el Microestadio de Ferro ante más de 4000 personas que los vieron tocar en vivo. El 14 de marzo de 1997, la banda toca en el estadio de River como soporte de Kiss junto con V8 y Pantera, y en octubre, meses después de la grabación de su primer álbum en directo, tocan en el estadio de Ferro junto a bandas como La Renga, Los Piojos, Rata Blanca, Divididos, Las Pelotas y otras más durante el Festival por los 20 años de las Madres de Plaza de Mayo.

### Primera separación y reunión temporal
El grupo se separó a principios de 1998. Claudio O'Connor comenzó un nuevo proyecto junto a Hernán García llamado O'Connor, aunque la idea en un principio era mantener un proyecto paralelo a Malón, y Claudio Strunz formó el grupo Simbiosis, mientras que Antonio Romano y Karlos Cuadrado reunieron Cerbero junto a Willy Caballero, aunque bajo el nombre de Visceral.
Malón se reunió en 1999, con todos sus integrantes, solamente para un recital benéfico.

### Vuelta y nueva formación
Durante el 2001 se intentó una reunión del grupo, de forma regular, pero Claudio O'connor no lo aceptó. En lugar de abandonar el proyecto, eligieron a otro cantante, Eduardo Ezcurra, con un registro similar al de O'connor.[cita requerida] Grabaron el álbum El EP a principios del 2002, con los temas «Pálidas noches», «Deshumanizado», «Razones conscientes», «Tendencias» y una nueva versión de «Nido de almas». Pero a fin de año Claudio Strunz se va del grupo, llevándose los derechos del nombre con él. Los motivos del alejamiento de Strunz fue la actitud soberbia y altanera de Ezcurra, como lo relato el mismo Strunz en una entrevista; "Le dimos la oportunidad a alguien que no se la merecía", refiriéndose al vocalista reemplazante de O'connor. Los restantes miembros forman el grupo Razones Conscientes, pero Ezcurra tampoco puede seguir, por motivos laborales, y también se va.

### El regreso de Malón
En el año 2011, Claudio O'Connor, cantante de la banda y Antonio Romano, guitarrista, anuncian el regreso de la banda con la formación original, con su primer show el 18 de diciembre del mismo año en el Microestadio Malvinas Argentinas el cual fue grabado y lanzado en formato DVD en el 2012 con el nombre de El regreso más esperado. El 9 y 10 de noviembre de 2011, son la banda telonera de Megadeth en el estadio Malvinas Argentinas, brindando dos shows de 4 y 5 canciones, respectivamente. El 18 de diciembre de 2011 realizan una presentación en el Microestadio Malvinas Argentinas, interpretando también varios temas de Hermética. El 12 de mayo de 2012, Malón montó un histórico show 360° en el Malvinas Argentinas y grabó su nuevo DVD en vivo ante 8.000 personas. Se anunció la grabación de un nuevo álbum en estudio, que sale en septiembre de 2015 y se titula Nuevo orden mundial. El 16 de febrero de 2014 se presentaron en la Ciudad del rock junto a Carajo, Rata Blanca entre otras, donde tocaron frente a más de 60 mil personas.
El 15 de agosto de 2015 se presentaron en el festival colombiano Rock Al Parque como una de las bandas invitadas, esta presentación fue la primera en suelo colombiano para cerca de 50 mil personas.

### Salida de Claudio Strunz y nuevo material
En el año 2020 Malón no tuvo actividad musical, tanto en vivo como en estudio, debido a la pandemia mundial por COVID-19.
El 3 de marzo de 2021, tras varios rumores que indicaban la posible separación de la banda, Claudio Pato Strunz anuncia su salida tanto de Malón, como del proyecto La H No Murió. Horas posteriores, Claudio O'Connor, Tano Romano y Karlos Cuadrado anuncian que seguirán adelante con ambos proyectos, anunciando a Javier Rubio como nuevo baterista de Malón. A su vez, anuncian que en abril de 2021 comenzarán con las grabaciones de su próximo álbum. El mismo salió en 2023, a 8 años de su último álbum. Se titula Oscuro plan del poder. El nuevo álbum fue presentado el 1 de abril en Buenos Aires. Cuenta con una formación diferente a la de años anteriores: Claudio O'Connor (voz), Antonio Romano (guitarra), Javier Rubio (batería) y Karlos Cuadrado (bajo). Su gira pasó también por Córdoba (6 de mayo), Paraná (19 de mayo), Rafaela (20 de mayo), Rosario (3 de junio), La Plata (1 de julio) y Montevideo (8 de julio).

## Miembros

### Actuales miembros
- Claudio O'Connor - Voz líder (1995-1998, 2011-presente)
- Antonio Romano - Guitarra y coros (1995-1998, 2001-2002, 2011-presente)
- Karlos Cuadrado - Bajo y coros (1995-1998, 2001-2002, 2011-presente)
- Javier Rubio - Batería (2021-presente)

### Miembros anteriores
- Eduardo Ezcurra - Voz (2001-2002)
- Claudio Strunz - Batería (1995-1998, 2001-2002, 2011-2021)

### Miembros de apoyo
- Eddie Walker - Bajo (2014)
- Marcelo Bracalante - Bajo (2014-2015)

## Discografía
| Álbumes de estudio          |                         |               |                                             |
| 1995                        | Espíritu combativo      | EMI           | Reeditado en 2019                           |
| 1996                        | Justicia o resistencia  | EMI           | Reeditado en 2019                           |
| 2015                        | Nuevo orden mundial     | Independiente |                                             |
| 2023                        | Oscuro plan del poder   | Independiente |                                             |
| Álbumes en vivo             |                         |               |                                             |
| 1997                        | Resistencia viva        | Independiente | Grabado en vivo en el Microestadio de Ferro |
| Grandes éxitos              |                         |               |                                             |
| 2004                        | Grandes éxitos          | EMI           | Recopilación Series de oro                  |
| EP                          |                         |               |                                             |
| 2002                        | El EP                   | Independiente | EP                                          |
| Álbumes en formato de video |                         |               |                                             |
| 2012                        | El regreso más esperado | Independiente | Lanzado en formato doble en CD y DVD        |
| 2013                        | 360°                    | Independiente | Lanzado en formato DVD                      |

## Giras
| #   | Título de la gira                              | Álbum promocionado           | Años de duración      |
| --- | ---------------------------------------------- | ---------------------------- | --------------------- |
| 1.  | "Gira Combativa"                               | Espíritu combativo           | 14/04/1995-05/05/1996 |
| 2.  | "Tour Justicia o Resistencia"                  | Justicia o resistencia       | 07/06/1996-11/12/1997 |
| 3.  | "Tour por Argentina 2001-2002"                 | N/A                          | 22/09/2001-29/11/2002 |
| 4.  | "Tour El regreso más esperado+360º"            | El regreso más esperado/360º | 18/12/2011-06/10/2015 |
| 5.  | "Tour Nuevo Orden Mundial"                     | Nuevo orden mundial          | 11/10/2015-12/08/2017 |
| 6.  | "American Tour 2018"                           | N/A                          | 03/02/2018-07/07/2018 |
| 7.  | "Gira Malonera 2019 - Espíritu de Resistencia" | N/A                          | 05/01/2019-02/11/2009 |
| 8.  | "Tour Homenaje a Hermética"                    | N/A                          | 04/09/2021-21/01/2023 |
| 9.  | "Tour Oscuro Plan del Poder"                   | Oscuro plan del poder        | 01/04/2023-06/04/2025 |
| 10. | "Tour La H No Murió: 35 Años de Metal"         | N/A                          | 02/12/2023-24/11/2024 |
| 11. | "Espíritu Combativo: Tour 30 Años"             | N/A                          | 2025-                 |